# Mariä Himmelfahrt (Salzburghofen)

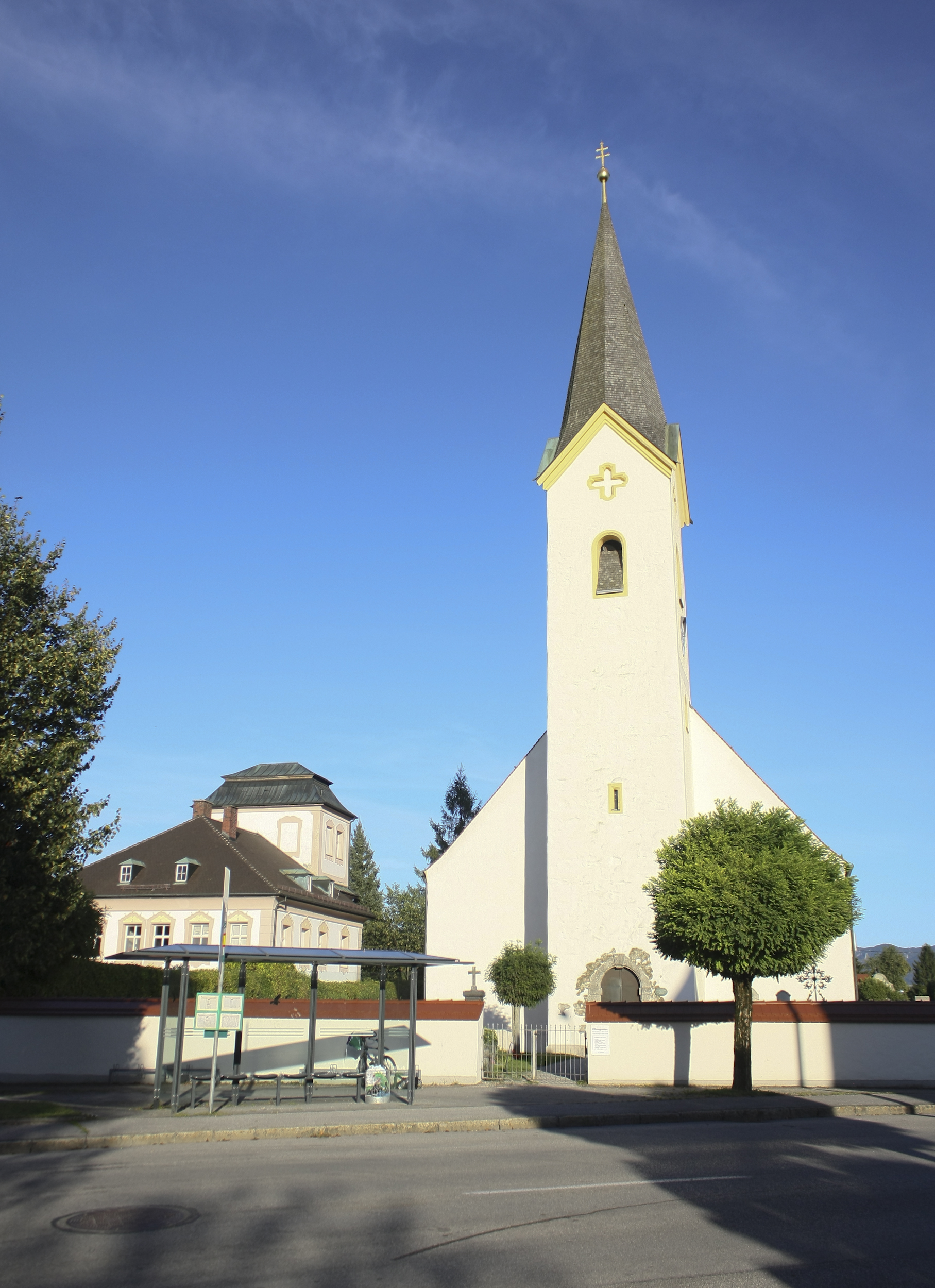
Mariä Himmelfahrt in Salzburghofen

Die römisch-katholische Filialkirche Mariä Himmelfahrt steht in Salzburghofen, einem Gemeindeteil der Stadt Freilassing im oberbayerischen Landkreis Berchtesgadener Land. Sie ist in der Liste der Baudenkmäler in Freilassing als Baudenkmal unter der Nr. D-1-72-118-13 eingetragen. Die Kirche gehört zum Dekanat Berchtesgadener Land im Erzbistum München und Freising.

## Beschreibung
Die Kirche wurde im 17. Jahrhundert als Saalkirche mit einem Langhaus zu sechs Jochen, dem dreiseitig geschlossenen Chor im Osten und dem Kirchturm mit dem Portal im Westen erbaut. Das oberste Geschoss des mit einem spitzen Helm bedeckten Turms enthält den Glockenstuhl mit vier Glocken. Im 18. Jahrhundert wurde an das Langhaus ein südliches und um 1840 ein nördliches Seitenschiff angebaut, so dass eine Hallenkirche entstand.
Im Innenraum des Langhauses öffnet sich das Mittelschiff mit Arkaden zu den Seitenschiffen. Der frühklassizistische Hochaltar wurde 1775 von Wolfgang Hagenauer gestaltet. Auf dem Altarretabel ist ein Marienbildnis dargestellt. 

## Orgel
Die Orgel mit zehn Registern auf zwei Manualen und Pedal wurde 1969 von Carl Schuster im Gehäuse der Vorgängerorgel von Joseph Pröbstl aus dem Jahr 1839 erbaut. Die Disposition lautet:
| I Manual C–g3 |       |
| Gedackt       | 8′    |
| Octav         | 4′    |
| Waldflöte     | 2′    |
| Mixtur III–IV | 1 ⁄3′ |

| II Manual C–g3 |       |
| Rohrflöte      | 8′    |
| Nachthorn      | 4′    |
| Principal      | 2′    |
| Larigot II     | 1 ⁄3′ |

| Pedal C–f1 |     |
| Untersatz  | 16′ |
| Principal  | 08′ |